# Samverkansrådet mot terrorism
Samverkansrådet mot terrorism är en samverkansgrupp bestående av myndighetscheferna för 14 svenska statliga myndigheter som anses relevanta i arbetet för att motverka terrorism. Samverkansrådet leds av generaldirektören för Säkerhetspolisen (SÄPO), och tillkom i början av 2005 på SÄPO:s initiativ.

## Ingående myndigheter
Följande myndigheters chefer ingår i rådet:
- Ekobrottsmyndigheten
- Försvarets radioanstalt
- Försvarsmakten
- Kriminalvården
- Kustbevakningen
- Migrationsverket
- Myndigheten för samhällsskydd och beredskap
- Polismyndigheten
- Skatteverket
- Strålsäkerhetsmyndigheten
- Säkerhetspolisen
- Totalförsvarets forskningsinstitut
- Transportstyrelsen
- Tullverket
- Åklagarmyndigheten

## Nationellt centrum för terrorhotbedömning
Nationellt centrum för terrorhotbedömning (NCT) är en permanent inrättad arbetsgrupp till Samverkansrådet mot terrorism med uppgift att göra bedömningar av terrorhot. I NCT finns representanter för Militära underrättelse- och säkerhetstjänsten (MUST, som ingår i myndigheten Försvarsmakten), Försvarets radioanstalt och Säkerhetspolisen. NCT bedömer och chefen för Säkerhetspolisen beslutar om hotnivån för Sverige.